# 朴子水道配水塔
23°28′06″N 120°15′01″E / 23.468422°N 120.250389°E
朴子水道配水塔，稱「朴子水塔」或「水道頭」，是位於台灣嘉義縣朴子市的公共供水設施，於時任朴子街街長黃媽典任職時，創建於1933年（日治昭和8年），1935年（昭和10年）竣工，為當時朴子街居民重要公共衛生建設，改善當時飲水衛生。因具歷史文化價值，目前被指定為文化資產。

## 歷史
朴子水道配水塔，又稱「朴子水塔」或「水道頭」，位於嘉義縣朴子市，創建於1933年（昭和八年），歷時三年竣工，為當時朴子街居民重要公共衛生建設及防疫系統，改善當時飲水衛生。因具歷史文化價值，原於2006年（民國95年）9 月7日登錄為歷史建築，2014年（民國103年）11月4日改指定為縣定古蹟。目前為朴子市重要景觀地標。
配水塔位於當時朴子街市的東端，朴子溪南邊。因台灣日治時期公共衛生不佳及防疫系統未建立，居民多以挖井汲取井水使用。1933年（昭和8年），時任朴子街長黃媽典開始創建上水道取水淨化後的輸送設施，總工花費為198492圓，配水塔是其中一項設備，其他建物還包括取入井、砂溜井、原水唧筒井、唧筒室、分水井、沉澱池、沉澱井、濾過池、濾過調整井、排水井和淨水唧筒井等等。1935年（昭和十年）竣工，台灣人自日治時代即稱「自來水」為「水道水」，因用水來自自來水廠水道輸送，而管道源頭是自來水廠，故又稱「水道頭」。
整體以歐風建築呈現，使用材質為混凝土RC結構。其中，配水塔高35公尺，容納水量達450噸，組成三部分由上至下為塔飾物、中層為水塔本體和下層塔架，塔飾物呈鐘塔形之六腳圓頂小亭、水塔本體為圓形、水塔下層乃四環樑與十支柱的RC結構，第二環樑內加設放射網狀柱強化支撐，樑柱外觀呈方格狀。
朴子水道配水塔完工後，引牛稠溪（目前朴子溪）水，供應當時居民生活用水，後因泥沙淤積及用水汙染，改以鑿水井抽取地下水，1974年（民國63年）與現「台灣省自來水公司」整併，水源改引自烏山頭水庫迄今。
朴子市美學工作站指出，因朴子水道配水塔造型優美，歷時一段時間為朴子最高建築物，因此成為朴子地標及遊子返回朴子重要景觀象徵。經嘉義縣政府公報指出當時具有瞭望性質，可由地面登扶手梯上通至小亭，目前未開放使用，因水塔之柱壁有龜裂的痕跡，列為未來修復之重點項目。